# Pat Cupp
Pat Cupp (* 21. Januar 1938 in Nashville, Arkansas) ist ein US-amerikanischer Rockabilly-Musiker.

## Leben

### Kindheit und Jugend
Pat Cupp wuchs in einer musikalischen Familie auf. Seine Mutter Ruth spielte Klavier, sein Vater Schlagzeug und auch seine Geschwister erlernten Instrumente. Weniger beeinflusst von der Country-Musik, galt Cupps Interesse der Pop-Musik. Gemeinsam mit seiner Familie trat er ab Ende der 1940er Jahre öffentlich auf. Cupp gewann einen Talentwettbewerb bei dem Sender KVMA in Magnolia. Im Sommer 1954 zog die Familie Cupp nach Texarkana. Dort absolvierte Cupp die High School.

### Karriere
In Texarkana lernte Cupp Cheesie Nelson kennen, der die Country-Musik liebte. Beeinflusst von seinem Freund, widmete auch Cupp sich dem Country. Nelson war ebenfalls großer Fan des jungen Elvis Presleys und begann ihn auf lokalen Veranstaltungen zu imitieren. Eines Tages sollten Presley und seine Band in Texarkana auftreten, verspäteten sich jedoch. Bis Elvis eintraf, schickte der Promoter Cupp und Nelson auf die Bühne. Presley war den beiden Jungs sehr dankbar und lud sie in seine Kabine ein. Auch bei späteren Auftritten in Texarkana blieb Presley den beiden verbunden. Nach diesem Ereignis wechselte Cupp zum Rockabilly. Er entschied sich, alleine ohne Band aufzutreten. Während einer Show von Carl Perkins und Johnny Cash trat Cupp im Vorprogramm auf. Perkins sah Cupp, der alleine auf der Bühne seine Lieder vortrug, nahm seine Gitarre, ging auf die Bühne und begleitete Cupp.
Kurz danach gründete Cupp die Flying Saucers. Im Frühjahr 1956 durften sie in der Louisiana Hayride auftreten. Joe Bihari bot Cupp danach einen Plattenvertrag an. Am 13. Mai 1956 spielte Cupp zusammen mit seiner Band, bestehend aus Johnny Gatlin (Gitarre), Pete Waller (Bass), seiner Mutter Ruth (Klavier) und J.O. Livsey (Schlagzeug), die beiden Titel Baby Come Back und Do Me No Wrong ein. Im September 1956 wurden in New Orleans zwei weitere Titel eingespielt, die mehr im Rock-’n’-Roll-Stil gehalten waren. Cupp gefiel es nicht, dass sein Manager ihn in Richtung Rock ’n’ Roll drängen wollte, daher trat Cupp 1957 in die US Air Force ein, in der er vier Jahre blieb. 1958 heiratete er seine Jugendliebe Loretta Gaye Mitchell. Musik stellte für Cupp nunmehr eine Freizeitbeschäftigung dar, wenngleich er auch eine Band, The Variables, hatte, mit der er 1967 bei Chance eine Single aufnahm.
In den 1980er und 1990er Jahren trat Cupp wieder verstärkt auf; 1995 gab er sein letztes großes Konzert auf dem Hemsby Rock’n’Roll Weekend in England. Seitdem tritt Cupp aufgrund eines Hörschadens nicht mehr auf. 2004 veröffentlichte er das Album Pat Cupp bei Wild Hare.

## Diskografie
| Jahr | Titel                                                                       | Plattenfirma         |
| ---- | --------------------------------------------------------------------------- | -------------------- |
| 1956 | Baby Come Back / Do Me No Wrong                                             | RPM Records          |
| 1956 | Long Gone Daddy / To Be The One                                             | RPM Records          |
| 1967 | After All / New World                                                       | Chance Records       |
|      | - I Guess It’s Meant That Way - That Girl of Mine - I Won’t Remember To Cry | nicht veröffentlicht |

### Alben
- 1963: Ray Smith and Pat Cupp
- 1981: Modern Rockabilly
- 2004: Pat Cupp